# Elso
Elso (en euskera Eltso y oficialmente) es un concejo y localidad española del municipio de Ulzama, perteneciente a la Comunidad Foral de Navarra.

## Geografía
Limita al norte con Lozen y Orkin, al sur con Gerendiain, al este con Urritzola y al oeste con Zenotz.

## Historia
Hacia mediados del siglo XIX, el lugar, ya por entonces perteneciente a Ulzama, tenía contabilizada una población de 103 habitantes. Aparece descrito en el séptimo volumen del Diccionario geográfico-estadístico-histórico de España y sus posesiones de Ultramar de Pascual Madoz con las siguientes palabras:

ELSO: l. del ayunt. y valle de Ulzama en la prov. y c. g. de Navarra, aud. terr., dióc. y part. jud. de Pamplona (4 leg.): sit. á la ribera izq. de un riach. que baña su térm., confluyendo luego en el Arga: clima frio y sano: tiene 9 casas dispersas, igl. parr. (San Estéban) servida por un cura y sacristan. El térm. confina N. Orquin; E. Araiz y Odolaga; S. Guerendain, y O. Alcoz y Elzaburu. El terreno es bastante fértil. Los caminos locales. El correo se recibe por balijero del valle. prod.: trigo, cebada, legumbres y hortalizas; cria ganado vacuno y lanar; poca caza y pesca. pobl.: 10 vec., 103 alm. contr. con el valle. (V.)
(Madoz, 1847, p. 470)

## Demografía
En 2023, la entidad singular de población tenía empadronados 65 habitantes y el núcleo de población, también 65.
| Padrón correspondiente al año > | 2000 | 2002 | 2004 | 2006 | 2008 | 2010 | 2012 | 2014 | 2016 | 2018 |
| Elso                            | 49   | 47   | 50   | 50   | 56   | 58   | 57   | 64   | 65   | 67   |

## Lugares de interés
En Elso se encuentra la iglesia medieval de San Esteban. Fue reconstruida en el siglo XVII. Consta de una única nave y con una torre-campanario. Cuenta con un retablo de principios del siglo antes mencionado, obra de Juan de Landa.